# 源家長
源 家長（みなもと の いえなが）は、鎌倉時代前期の公家・歌人。醍醐源氏高明流、大膳亮・源時長の子。官位は従四位上・但馬守。新三十六歌仙の一人。

## 経歴
始め後白河院の第十皇子・承仁法親王のもとへ出仕、建久7年（1196年）からは非蔵人として後鳥羽院に出仕した。その後には、蔵人・右馬助・兵庫頭といった京官や、武蔵介・備前介・備後守・美作守・但馬守など地方官を歴任した。但馬守の頃の承久3年（1221年）に勃発した承久の乱とその後の混乱を契機に一切の官職を辞したが、世相も落ち着きを取り戻し始めた嘉禄3年（1227年）になって長年の忠勤を評価され従四位上に昇叙している。

## 人物
家長は和歌に優れ、建仁元年（1201年）に和歌所の開闔となると、『新古今和歌集』の編纂事業では事務方の中心的な役割りを担った。その一方で自らも歌人として活躍、『院後度百首』（正治2年/1200年）、『千五百番歌合』（建仁元年/1201年）、『元久詩歌合』（元久元年/1204年）、『道助法親王五十首』（年代不詳）、『洞院摂政百首』（寛喜2年/1230年 頃）、『日吉社撰歌合』（寛喜4年/1232年）などさまざまな歌合に出詠した。勅撰集へは『新古今集』の3首をはじめ、諸集に都合36首が採録されている。
歌人の藤原定家や藤原家隆と親交があった。また同じく親を早くに亡くした鴨長明に同情的に接していたことが知られる。妻としたのは後鳥羽院に仕えた女房の後鳥羽院下野で、二人の間に生まれた藻璧門院但馬と共に、親子3人で勅撰歌人となっている。
日別に記録した日記では無いが、著書に『源家長日記』があり、後鳥羽院と新古今歌人との関係を記していて、和歌所開闔から見た当時の様子が分かる。

## 系譜
- 父：源時長
- 母：不詳
- 室：後鳥羽院下野 - 祝部允仲の女
  - 男子：源家清
  - 女子：藻璧門院但馬
- 生母不明の子女
  - 男子：源長清
  - 女子：七条院堀河 - 藤原雅長室